# Mezihoří (Petrovice)
Mezihoří je malá vesnice, část obce Petrovice v okrese Příbram ve Středočeském kraji. Nachází se asi 4,5 kilometru severně od Petrovic. Mezihoří leží v katastrálním území Mezihoří u Týnčan o rozloze 2,49 km².

## Historie
První písemná zmínka o vesnici pochází z roku 1470.

## Obyvatelstvo
| Rok            | 1869 | 1880 | 1890 | 1900 | 1910 | 1921 | 1930 | 1950 | 1961 | 1970 | 1980 | 1991 | 2001 | 2011 | 2021 |
| -------------- | ---- | ---- | ---- | ---- | ---- | ---- | ---- | ---- | ---- | ---- | ---- | ---- | ---- | ---- | ---- |
| Počet obyvatel | 121  | 111  | 108  | 104  | 94   | 103  | 92   | 67   | 64   | 44   | 30   | 40   | 19   | 11   | 16   |
| Počet domů     | 19   | 19   | 19   | 20   | 20   | 18   | 18   | 18   | 18   | 13   | 10   | 10   | 11   | 11   | 12   |

## Obecní správa
Při sčítání lidu v letech 1850–1979 Mezihoří bylo osadou obce Týnčany, se kterým patřilo nejprve do okresu Sedlčany, ale od roku 1960 v okrese Příbram. Od 1. ledna 1980 je částí obce Petrovice v okrese Příbram.

## Významní rodáci
- František Bareš (1851–1924), středoškolský pedagog, historik a muzejní pracovník

## Galerie

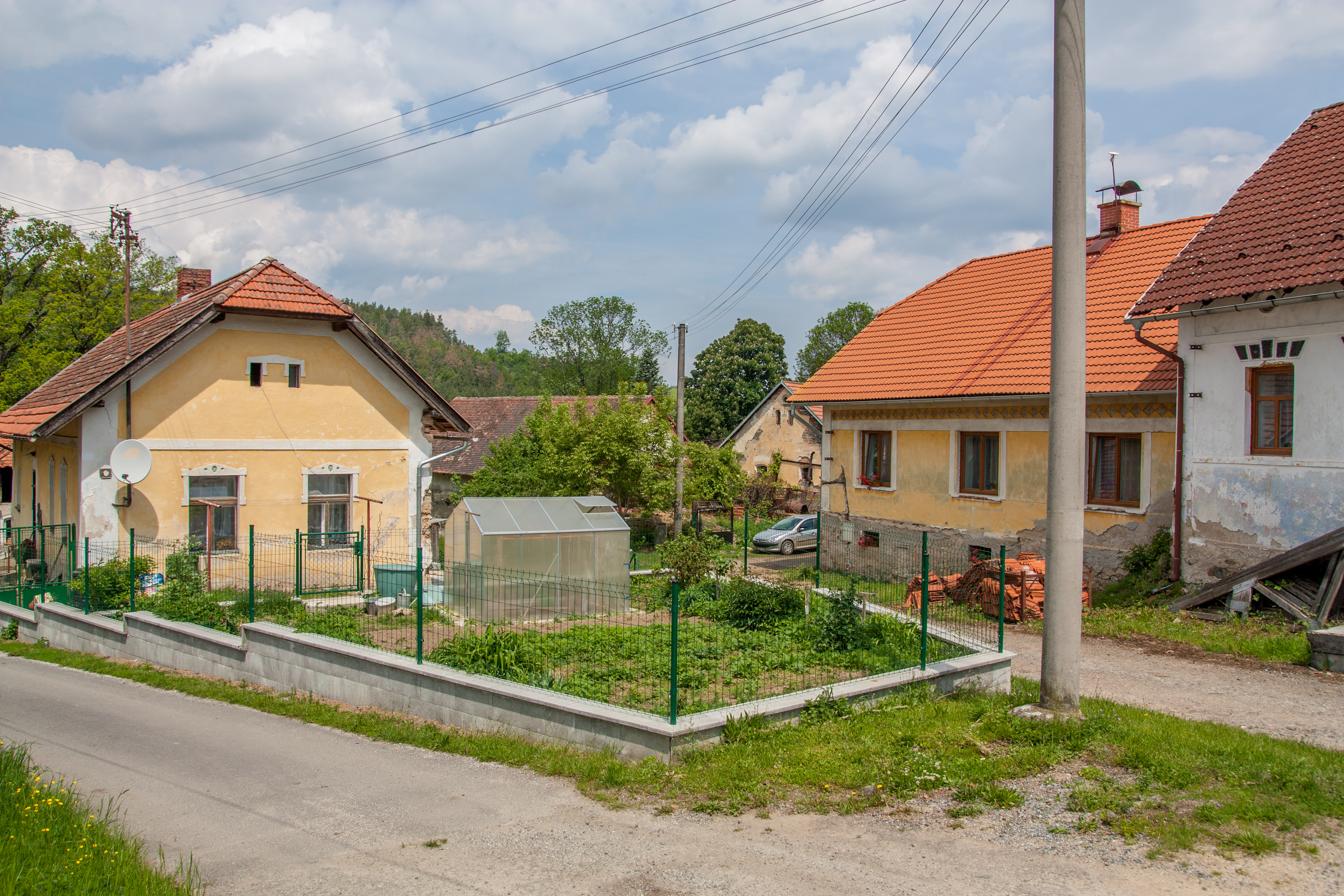
Domy (2019)
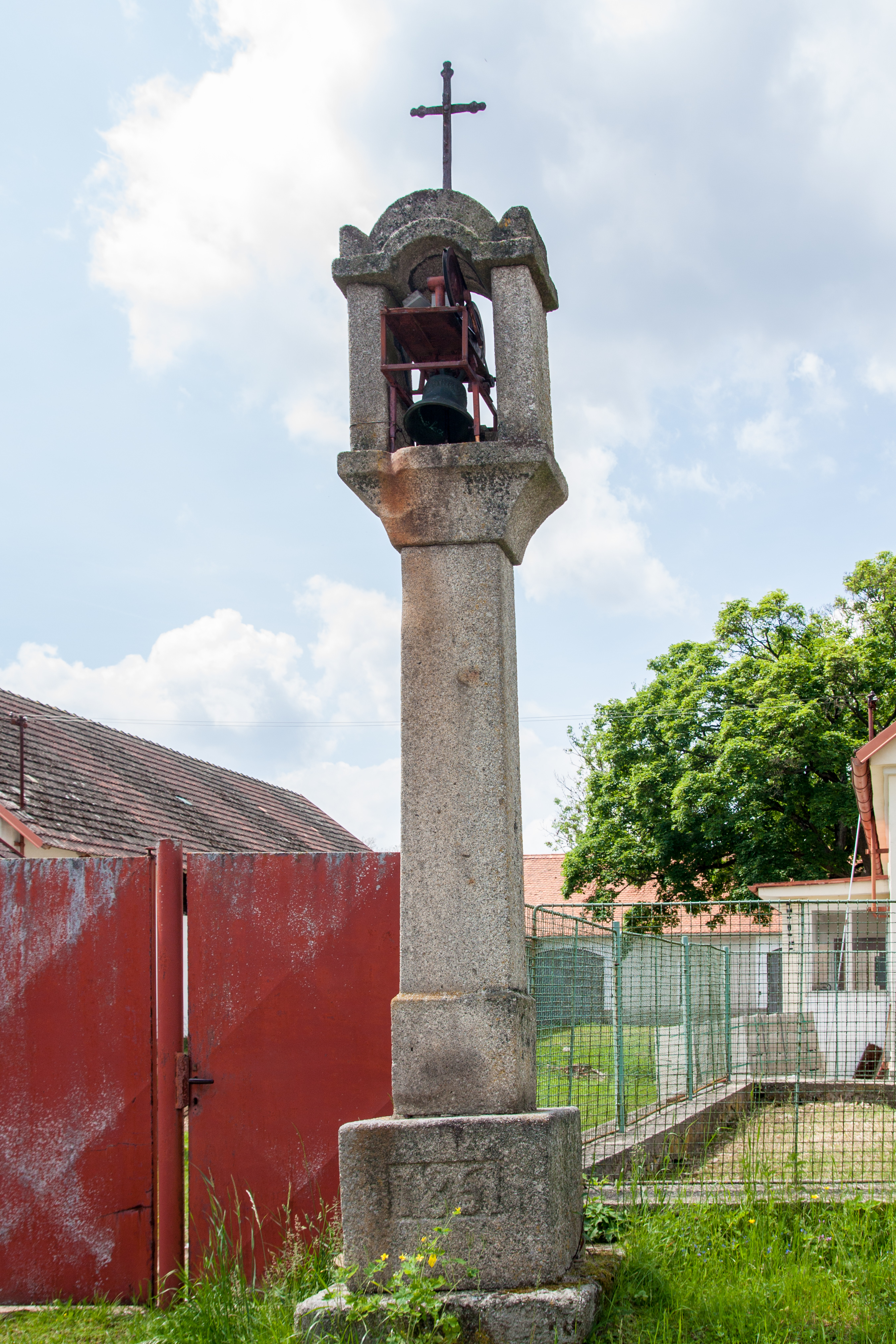
Zvonička (2019)
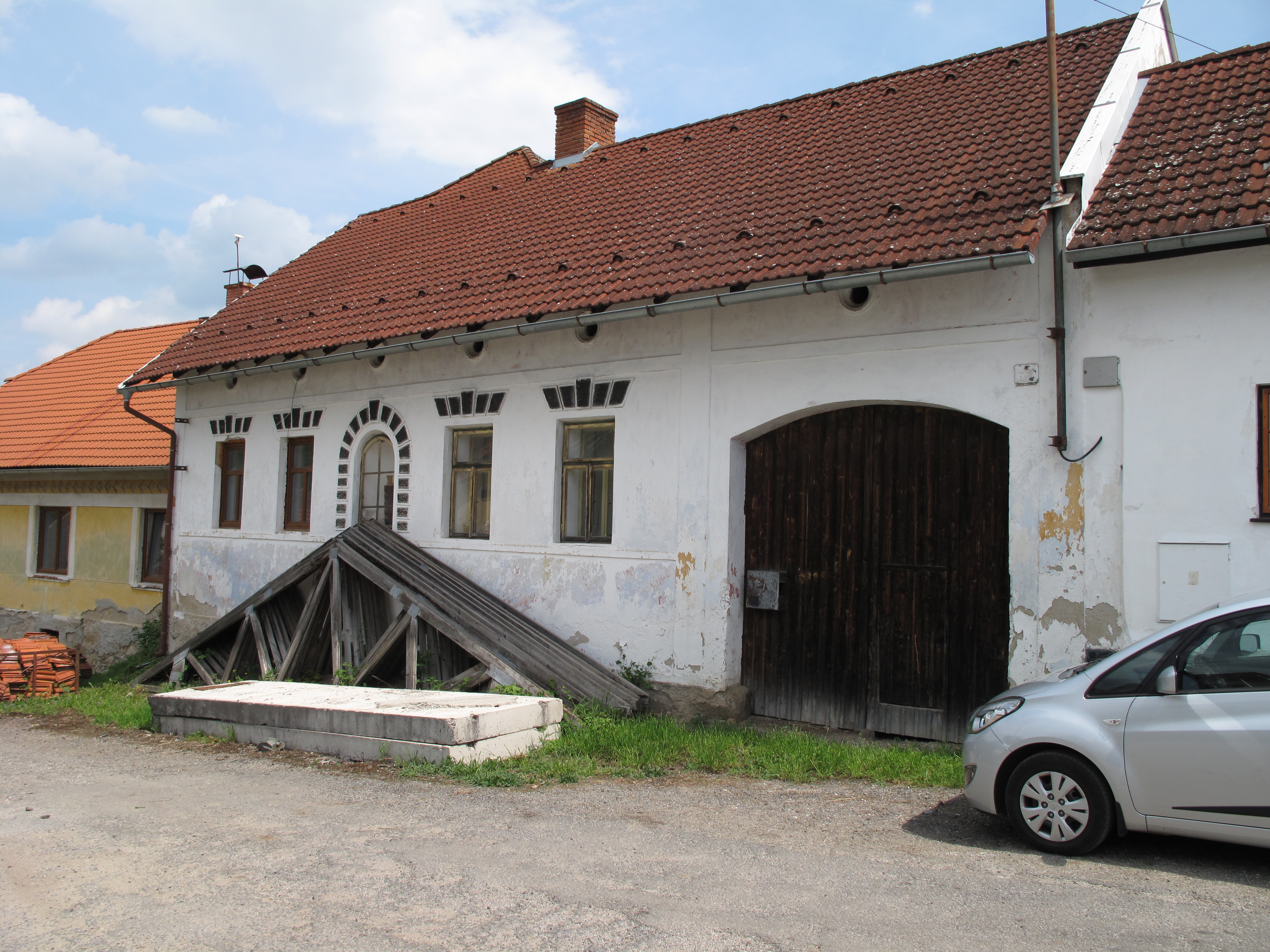
Usedlost (2019
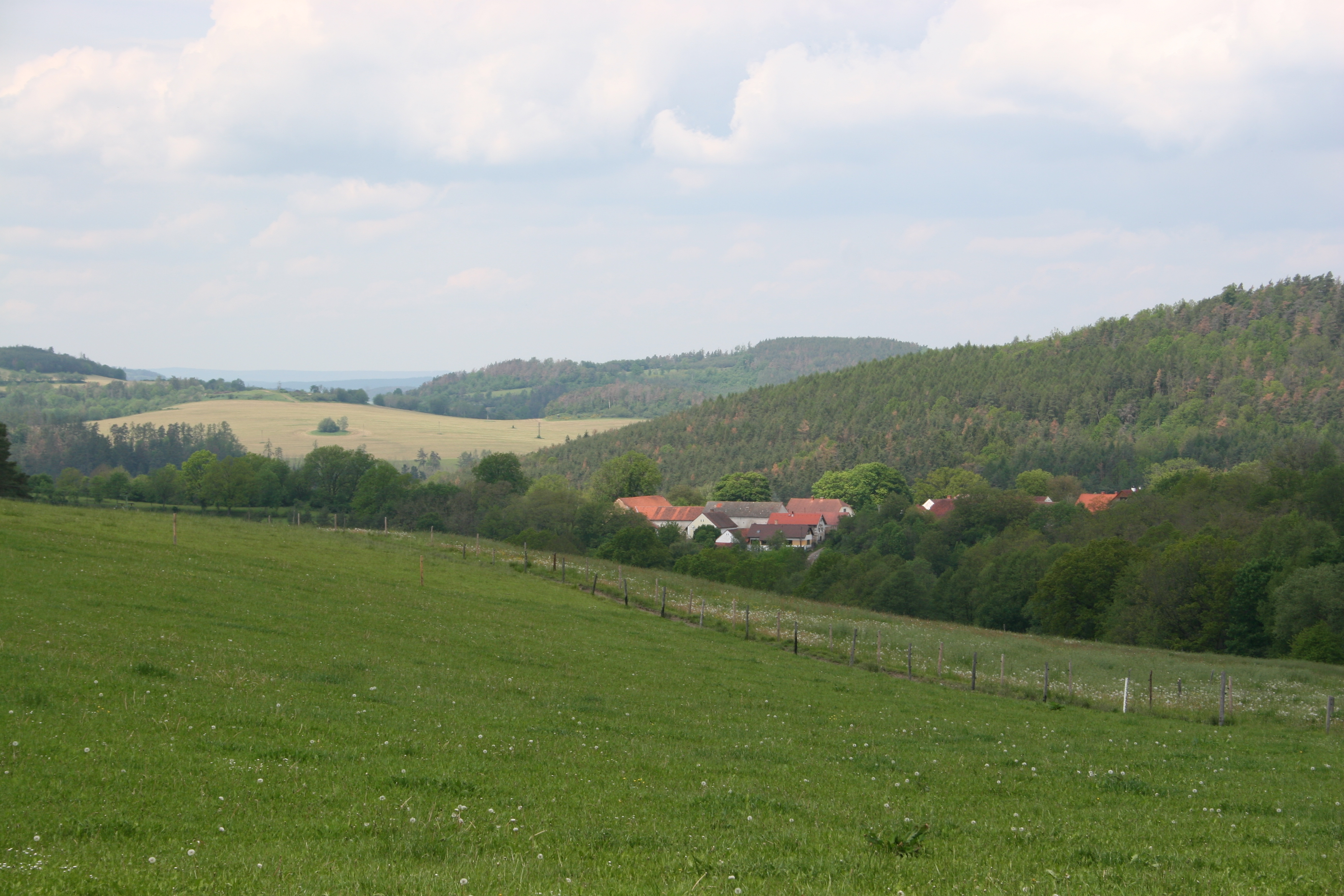
Pohled do krajiny (2019)